# Уильямс, Лиз
Лиз Уильямс (род. 26 февраля 1965, Глостер) — британская писательница в жанре фантастики. Её первый роман «Сестра-призрак» был опубликован в 2001 году. Неоднократно входила в шорт-лист премии Артура Кларка, а роман «Знамя душ» вошел в число номинантов премии в 2006 году. Также ряд романов Уильямс были номинированы на премию Филипа Киндреда Дика (2001, 2002, 2004). Книги Уильямс неоднократно входили в списки бестселлеров по версии The New York Times.
Джон Кортней Гримвуд в своей рецензии для The Guardian на роман «Знамя душ» отметил, что это «умный, сложный и хорошо написанный» роман, который «показывает, как британская фантастика 21-го века обретает мгновенно узнаваемый голос».
Уильямс также является колумнистом в The Guardian